# Wilhelm Justus Julius von Hinüber
Wilhelm Justus Julius von Hinüber (geboren 11. März 1797 in Ehrenburg; gestorben 7. Juli 1889 in Hannover) war ein deutscher Jurist, Amtmann, Oberamtsrichter und Obstbaumkundler.

## Leben

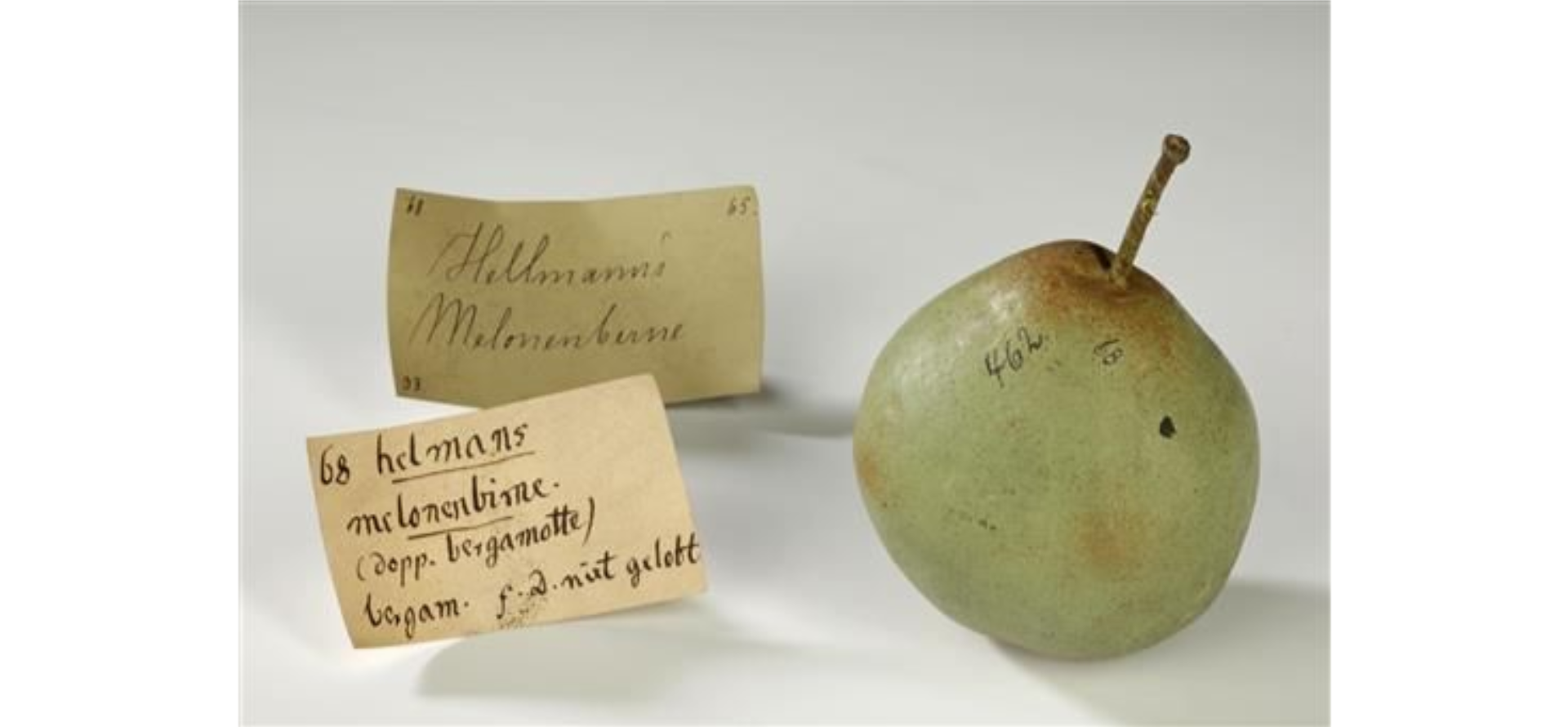
Von von Hinüber gestiftetes Obstmodell aus Porzellan: „Hellmann's Melonenbirne“; Nummer 462 aus der Werkstatt von Heinrich Arnoldi;
Niedersächsisches Landesmuseum Hannover; Kulturerbe Niedersachsen

Wilhelm Justus Julius von Hinüber entstammte dem niedersächsischen Adelsgeschlecht von Hinüber und wurde zur Zeit des Kurfürstentums Braunschweig-Lüneburg während der Personalunion zwischen Großbritannien und Hannover Ende des 18. Jahrhunderts in der Grafschaft Hoya geboren als Sohn des Heinrich Conrad Leuer von Hinüber (1762–1833).
Nach den Befreiungskriegen und der Erhebung Kurhannovers zum Königreich Hannover wirkte er als königlich hannoverscher Amtmann. 1846 übernahm er das Amt des Oberamtsrichters zu Moringen.
Privat widmete sich von Hinüber der Pomologie und baute sich eine Obstmodell-Sammlung aus der Manufaktur von Heinrich Arnoldi auf. Während des von 1883 bis 1886 in Hannover als Cumberlandsche Galerie errichteten Anbaus des Museums für Kunst und Wissenschaft stiftete er 1884 seine Sammlung von 150 Obstmodellen dem Museum, dem späteren Niedersächsischen Landesmuseum Hannover.
Für seine Verdienste wurde von Hinüber mit dem Guelphen-Orden vierter Klasse ausgezeichnet.

## Schriften
- Ferzeichnis der im Sollinge und umgegend vachsenden gefäßpflanzen. Privatdruck, Göttingen 1868. Digitalisat von MDZ Münchener Digitalisierungszentrum.
- Einführung der vereinfachten Rechtschreibung bei Schreibung der Obstnamen, fom [Vilhelm] fon Hinüber (= Extrablatt der Zeitschrift des Hannöverschen Pomologischen Vereins = Extrablat der Zeitsrift des Hannöversen Pomologissen Fereins), Göttingen: Druck der Universitätsbuchdruckerei von W. Fr. Kaestner, 1867; Digitalisat der Technischen Universität Braunschweig
- Fereinfaxte s'reibung där deuts'en Spraxe gemaes där rixtigen Ausspraxe. Hahn, Hannover 1880 (Digitalisat).